# Heinz-Harald Frentzen
Heinz-Harald Frentzen Lladosa (Mönchengladbach, Alemania, 18 de mayo de 1967) es un piloto de automovilismo alemán, de ascendencia española. Compitió en Fórmula 1 desde 1994 hasta 2003, donde corrió para las escuderías Sauber, Williams, Jordan, Prost y Arrows. Consiguió tres victorias y 18 podios, a la vez que obtuvo el subcampeonato en 1997, finalizó tercero en 1999 y séptimo en 1998. 
Frentzen corrió después en el DTM durante tres años.

## Carrera

### Comienzos
Frentzen nació en Mönchengladbach, Alemania Occidental, de padre alemán y madre española. Compitió en karting durante cinco años, para posteriormente entrar en la Fórmula Ford 2000 con dieciocho años. Tras dos años en la Fórmula Ford fue segundo en la temporada 1987, a pesar de no haber participado en todas las carreras.
Frentzen ascendió a la Fórmula Opel Lotus Alemana en el equipo júnior de Jochen Mass, expiloto de Fórmula 1, quien estaba impresionado por sus actuaciones en la Fórmula Ford. Ganó el campeonato en su primer año, y quedó además sexto en la Fórmula Opel Lotus Euroseries.
En 1989 pasó a la Fórmula 3 Alemana, donde compartió pista con futuros rivales en la Fórmula 1, entre ellos, Michael Schumacher y Karl Wendlinger. Bernie Ecclestone estaba presionando para colocar un piloto alemán en la Fórmula 1, de modo que la ONS (el comité nacional de deportes de motor alemán) decidió apoyar a Frentzen y Schumacher poniendo como recompensa una prueba para Fórmula 1 para el primero que ganase una carrera de Fórmula 3. Lo haría Michael Schumacher en Österreichring, pero Frentzen lo acusaría de haberlo echado de la pista. De cualquier modo, Schumacher tampoco haría el test; Karl Wendlinger ganó el campeonato alemán de Fórmula 3 y Frentzen empató en el segundo puesto con Schumacher.

### Fórmula 1

#### Sauber (1994-1996)

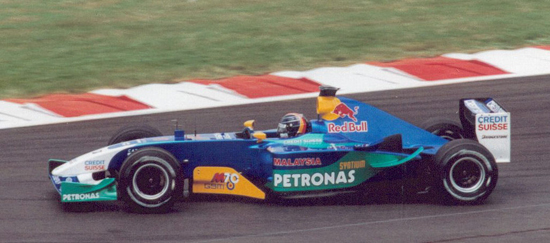
Frentzen en el GP de Francia de 2003

En 1994, Peter Sauber le ofreció al alemán una prueba para la Fórmula 1 en un coche Sauber C13 con motor Mercedes-Benz, al ser compañero de equipo de Wendlinger. Su actuación impresionó a Frank Williams, tanto que este le ofreció sustituir al fallecido Ayrton Senna en Williams tras la muerte del brasileño, pero Frentzen decidió seguir con Sauber, y sus actuaciones mantuvieron el nivel del equipo después de que Wendlinger sufriese varias heridas en Mónaco.
Al año siguiente, con los nuevos motores Ford, Frentzen consiguió su primer podio y acabó noveno en el Campeonato de Pilotos. Sin embargo, en la temporada 1996, la falta de fiabilidad del Sauber hizo que se retirase en muchas carreras. De sus actuaciones en aquel año destaca que fue uno de los cuatro pilotos que logró acabar el Gran Premio de Mónaco de 1996, en el que las fuertes lluvias habían hecho acto de presencia.

#### Williams (1997-1998)
La 1997 debería haber sido la de la explosión de Frentzen, dado que firmó con el equipo Williams-Renault, que había dominado la temporada anterior. Logró su primera victoria en el Gran Premio de San Marino, pero la temporada fue desalentadora para el piloto alemán, ya que pasó de una atmósfera de equipo casi familiar en Sauber a tener problemas con Patrick Head. A pesar de que se clasificaba bien, solía perder posiciones durante la carrera y quedar detrás de su compañero de equipo Jacques Villeneuve. En la siguiente temporada, ya sin el motor Renault, Williams perdió posiciones con respecto a Ferrari y McLaren, siendo el mejor resultado de Frentzen un tercer puesto en el Gran Premio de Australia, la primera carrera de la temporada.

#### Jordan (1999-2001) y Prost (2001)
En la temporada 1999, Frentzen se pasó a Jordan-Honda, disfrutando de la que probablemente sería su mejor temporada en Fórmula 1, con dos victorias en los Grandes Premios de Francia e  Italia, acabando tercero en el mundial de pilotos. Con su triunfo en Monza en la decimotercera cita pasó a ser el tercero en discordia en la lucha por el mundial, colocándose a solo diez puntos de Mika Häkkinen y a nueve de Eddie Irvine. En la sesión de clasificación del Gran Premio de Europa, el alemán sumaba su primera pole del año. Sin embargo, a mitad de la carrera se vio obligado a abandonar debido a un problema eléctrico cuando lideraba cómodamente la prueba, hecho que sumado a los problemas clasificatorios en Malasia le quitaron cualquier opción de alzarse con el campeonato. Sumó seis podios aquel año, siendo calificado por muchos como "el piloto del año"[cita requerida]. Las temporadas 2000 y 2001 fueron los escenarios de una batalla con el equipo British American Racing, al que Honda comenzó también a suministrar motores. Frentzen consiguió dos podios en el 2000, pero Jordan acabó igualmente por debajo de BAR en el Campeonato de Constructores. Frentzen abandonaría el equipo en la temporada 2001, tras varias carreras sin puntos, lesiones y una serie de retiradas, siendo reemplazado por Jean Alesi. El germano ocupó el lugar de Alesi en la escudería Prost durante el resto de la temporada.

#### Arrows (2002) y Sauber (2002-2003)
En la temporada 2002, Frentzen participó en varias carreras con Arrows hasta la quiebra de la escudería. Pudo participar con Sauber en el Gran Premio de los Estados Unidos de 2002 sustituyendo a Felipe Massa, y acabando en decimotercera posición. En 2003, fue piloto titular de Sauber junto a Nick Heidfeld, logrando un tercer puesto en el Gran Premio de los Estados Unidos.

### DTM y alejamiento del automovilismo
En 2004, Frentzen abandonó la Fórmula 1 para participar en la DTM alemana con la escudería Opel, motivado por los resultados que el expiloto de F1 Jean Alesi había conseguido en el campeonato germano. Sin embargo, la falta de competitividad de su Opel Vectra hizo que no solo lo vencieran frecuentemente los pilotos de Mercedes-Benz y Audi, sino también sus compañeros en Opel. Así, acabó finalmente decimocuarto en el campeonato de aquel año. Sin embargo, siguió en el DTM con Opel para el 2005, acabando octavo y el primero de Opel aquel año, siendo su mejor resultado un tercer puesto en Brno, República Checa.
El alemán dejó Opel en 2006 para correr con la casa Audi. Acabó tercero en la primera carrera, en Hockenheimring, y también en la octava carrera, en el Circuito de Cataluña. Acabó séptimo aquel año y dejó el equipo asegurando que "no recibía suficiente apoyo del equipo"[cita requerida]. En 2014 declaró que conduce la carroza fúnebre para la empresa familiar que dirige su hermana, Nicole, luego del fallecimiento de su padre en 2014. Frentzen ya realizaba esa tarea durante su estadía en la Fórmula 1.

## Resumen de carrera
| Temporada | Categoría                          | Equipo                       | Carreras | Victorias | Poles | VR | Podios | Puntos | Pos. |
| --------- | ---------------------------------- | ---------------------------- | -------- | --------- | ----- | -- | ------ | ------ | ---- |
| 1990      | Fórmula 3000 Internacional         | Eddie Jordan Racing          | 10       | 0         | 0     | 0  | 0      | 3      | 18.º |
| 1991      | Fórmula 3000 Internacional         | Vortex Motorsport            | 9        | 0         | 0     | 0  | 0      | 5      | 14.º |
| 1992      | Fórmula 3000 Japonesa              | Team Nova                    | 3        | 0         | 0     | 0  | 1      | 5      | 14.º |
| 1992      | 24 Horas de Le Mans                | Euro Racing                  | 1        | 0         | 0     | 0  | 0      | N/A    | 13.º |
| 1993      | Fórmula 3000 Japonesa              | Team Nova                    | 9        | 0         | 1     | 2  | 1      | 8      | 9.º  |
| 1993      | Deutsche Tourenwagen Meisterschaft | DTM Junior Team              | 0        | 0         | 0     | 0  | 0      | 0      | NC   |
| 1994      | Fórmula 1                          | Broker Sauber Mercedes       | 15       | 0         | 0     | 0  | 0      | 7      | 13.º |
| 1995      | Fórmula 1                          | Red Bull Sauber Ford         | 17       | 0         | 0     | 0  | 1      | 15     | 9.º  |
| 1996      | Fórmula 1                          | Red Bull Sauber Ford         | 16       | 0         | 0     | 0  | 0      | 7      | 12.º |
| 1997      | Fórmula 1                          | Rothmans Williams Renault    | 17       | 1         | 1     | 6  | 7      | 42     | 2.º  |
| 1998      | Fórmula 1                          | Winfield Williams            | 16       | 0         | 0     | 0  | 1      | 17     | 7.º  |
| 1999      | Fórmula 1                          | Benson & Hedges Jordan       | 16       | 2         | 1     | 0  | 6      | 54     | 3.º  |
| 2000      | Fórmula 1                          | Benson & Hedges Jordan       | 17       | 0         | 0     | 0  | 2      | 11     | 9.º  |
| 2001      | Fórmula 1                          | Benson & Hedges Jordan Honda | 10       | 0         | 0     | 0  | 0      | 6      | 13.º |
| 2001      | Fórmula 1                          | Prost Acer                   | 5        | 0         | 0     | 0  | 0      | 6      | 13.º |
| 2002      | Fórmula 1                          | Orange Arrows                | 11       | 0         | 0     | 0  | 0      | 2      | 18.º |
| 2002      | Fórmula 1                          | Sauber Petronas              | 1        | 0         | 0     | 0  | 0      | 2      | 18.º |
| 2003      | Fórmula 1                          | Sauber Petronas              | 15       | 0         | 0     | 0  | 1      | 13     | 11.º |
| 2004      | Deutsche Tourenwagen Masters       | OPC Team Holzer              | 11       | 0         | 0     | 0  | 0      | 3      | 14.º |
| 2005      | Deutsche Tourenwagen Masters       | OPC Team Holzer              | 11       | 0         | 0     | 0  | 2      | 17     | 8.º  |
| 2006      | Deutsche Tourenwagen Masters       | Abt Sportsline               | 10       | 0         | 1     | 0  | 2      | 24     | 7.º  |
| 2008      | 24 Horas de Le Mans                | Aston Martin Racing          | 1        | 0         | 0     | 0  | 0      | N/A    | 16.º |
| 2008      | Speedcar Series                    | Phoenix Racing               | 2        | 0         | 0     | 0  | 0      | 0      | 18.º |
| 2008-09   | Speedcar Series                    | Phoenix Racing               | 1        | 0         | 2     | 3  | 1      | 44     | 4.º  |
| 2008-09   | Speedcar Series                    | Team Lavaggi                 | 6        | 0         | 2     | 3  | 2      | 44     | 4.º  |
| 2008-09   | Speedcar Series                    | Continental Circus           | 2        | 0         | 2     | 3  | 1      | 44     | 4.º  |
| 2011      | ADAC GT Masters                    | Callaway Competition         | 16       | 0         | 0     | 1  | 0      | 16     | 30.º |
| 2012      | ADAC GT Masters                    | Callaway Competition         | 15       | 0         | 0     | 0  | 0      | 48     | 17.º |
| 2014      | ADAC GT Masters                    | HTP Motorsport               | 8        | 0         | 0     | 0  | 0      | 6      | 36.º |
| Fuente:   |                                    |                              |          |           |       |    |        |        |      |

## Resultados

### Fórmula 3000 Internacional
(Clave) (negrita indica pole position) (cursiva indica vuelta rápida)

| Año     | Escudería           | 1       | 2       | 3       | 4      | 5       | 6       | 7      | 8     | 9       | 10      | 11      | Pos. | Puntos |
| ------- | ------------------- | ------- | ------- | ------- | ------ | ------- | ------- | ------ | ----- | ------- | ------- | ------- | ---- | ------ |
| 1990    | Eddie Jordan Racing | DON Ret | SIL Ret | PAU Ret | JER 17 | MNZ Ret | PER 5   | HOC 6  | BRH 7 | BIR Ret | BUG Ret | NOG DNQ | 18.º | 3      |
| 1991    | Vortex Motorsport   | VAL Ret | PAU Ret | JER 12  | MUG 6  | PER 5   | HOC DNQ | BRH 12 | SPA 5 | BUG Ret | NOG Ret |         | 14.º | 5      |
| Fuente: |                     |         |         |         |        |         |         |        |       |         |         |         |      |        |

### Fórmula 3000 Japonesa
(Clave) (negrita indica pole position) (cursiva indica vuelta rápida)

| Año     | Escudería | 1       | 2       | 3       | 4     | 5      | 6     | 7      | 8      | 9     | 10    | 11    | Pos. | Puntos |
| ------- | --------- | ------- | ------- | ------- | ----- | ------ | ----- | ------ | ------ | ----- | ----- | ----- | ---- | ------ |
| 1992    | Team Nova | SUZ     | FUJ     | MIN     | SUZ   | AUT    | SUG   | FUJ    | FUJ    | SUZ 6 | FUJ 7 | SUZ 3 | 14.º | 5      |
| 1993    | Team Nova | SUZ Ret | FUJ Ret | MIN Ret | SUZ 8 | SUG 14 | FUJ 2 | SUZ 10 | FUJ 12 | SUZ 5 |       |       | 9.º  | 8      |
| Fuente: |           |         |         |         |       |        |       |        |        |       |       |       |      |        |

### 24 Horas de Le Mans
| Año     | Escudería           | Copilotos                          | Automóvil         | Clase | Vueltas | Pos. | Pos. Clase |
| ------- | ------------------- | ---------------------------------- | ----------------- | ----- | ------- | ---- | ---------- |
| 1992    | Euro Racing         | Charles Zwolsman Sr. Shunji Kasuya | Lola T92/10-Judd  | C1    | 271     | 13.º | 6.º        |
| 2008    | Aston Martin Racing | Andrea Piccini Karl Wendlinger     | Aston Martin DBR9 | GT1   | 339     | 16.º | 4.º        |
| Fuente: |                     |                                    |                   |       |         |      |            |

### Deutsche Tourenwagen Meisterschaft
(Clave) (negrita indica pole position) (cursiva indica vuelta rápida)

| Año     | Escudería       | Automóvil                   | 1     | 2     | 3     | 4     | 5     | 6     | 7     | 8     | 9     | 10    | 11    | 12    | 13    | 14    | 15    | 16    | 17    | 18    | 19    | 20    | 21        | 22        | Pos. | Puntos |
| ------- | --------------- | --------------------------- | ----- | ----- | ----- | ----- | ----- | ----- | ----- | ----- | ----- | ----- | ----- | ----- | ----- | ----- | ----- | ----- | ----- | ----- | ----- | ----- | --------- | --------- | ---- | ------ |
| 1993    | DTM Junior Team | Mercedes 190E 2.5-16 Evo II | ZOL 1 | ZOL 2 | HOC 1 | HOC 2 | NÜR 1 | NÜR 2 | WUN 1 | WUN 2 | NÜR 1 | NÜR 2 | NOR 1 | NOR 2 | DON 1 | DON 2 | DIE 1 | DIE 2 | ALE 1 | ALE 2 | AVU 1 | AVU 2 | HOC 1 DNS | HOC 2 DNS | NC   | 0      |
| Fuente: |                 |                             |       |       |       |       |       |       |       |       |       |       |       |       |       |       |       |       |       |       |       |       |           |           |      |        |

### Fórmula 1
(Clave) (negrita indica pole position) (cursiva indica vuelta rápida)

| Año     | Escudería                    | 1       | 2       | 3       | 4       | 5       | 6       | 7       | 8       | 9       | 10      | 11      | 12      | 13      | 14      | 15      | 16      | 17      | Pos. | Puntos |
| ------- | ---------------------------- | ------- | ------- | ------- | ------- | ------- | ------- | ------- | ------- | ------- | ------- | ------- | ------- | ------- | ------- | ------- | ------- | ------- | ---- | ------ |
| 1994    | Broker Sauber Mercedes       | BRA Ret | PAC 5   | SMR 7   | MON DNS | ESP Ret | CAN Ret | FRA 4   | GBR 7   | GER Ret | HUN Ret | BEL Ret | ITA Ret | POR Ret | EUR 6   | JPN 6   | AUS 7   |         | 13.º | 7      |
| 1995    | Red Bull Sauber Ford         | BRA Ret | ARG 5   | SMR 6   | ESP 8   | MON 6   | CAN Ret | FRA 10  | GBR 6   | GER Ret | HUN 5   | BEL 4   | ITA 3   | POR 6   | EUR Ret | PAC 7   | JPN 8   | AUS Ret | 9.º  | 15     |
| 1996    | Red Bull Sauber Ford         | AUS 8   | BRA Ret | ARG Ret | EUR Ret | SMR Ret | MON 4†  | ESP 4   | CAN Ret | FRA Ret | GBR 8   | GER 8   | HUN Ret | BEL Ret | ITA Ret | POR 7   | JPN 6   |         | 12.º | 7      |
| 1997    | Rothmans Williams Renault    | AUS 8†  | BRA 9   | ARG Ret | SMR 1   | MON Ret | ESP 8   | CAN 4   | FRA 2   | GBR Ret | GER Ret | HUN Ret | BEL 3   | ITA 3   | AUT 3   | LUX 3   | JPN 2   | EUR 6   | 2.º  | 42     |
| 1998    | Winfield Williams            | AUS 3   | BRA 5   | ARG 9   | SMR 5   | ESP 8   | MON Ret | CAN Ret | FRA 15† | GBR Ret | AUT Ret | GER 9   | HUN 5   | BEL 4   | ITA 7   | LUX 5   | JPN 5   |         | 7.º  | 17     |
| 1999    | Benson & Hedges Jordan       | AUS 2   | BRA 3†  | SMR Ret | MON 4   | ESP Ret | CAN 11† | FRA 1   | GBR 4   | AUT 4   | GER 3   | HUN 4   | BEL 3   | ITA 1   | EUR Ret | MYS 6   | JPN 4   |         | 3.º  | 54     |
| 2000    | Benson & Hedges Jordan       | AUS Ret | BRA 3   | SMR Ret | GBR 17† | ESP 6   | EUR Ret | MON 10† | CAN Ret | FRA 7   | AUT Ret | GER Ret | HUN 6   | BEL 6   | ITA Ret | USA 3   | JPN Ret | MYS Ret | 9.º  | 11     |
| 2001    | Benson & Hedges Jordan Honda | AUS 5   | MYS 4   | BRA 11† | SMR 6   | ESP Ret | AUT Ret | MON Ret | CAN PO  | EUR Ret | FRA 8   | GBR 7   | GER     |         |         |         |         |         | 13.º | 6      |
| 2001    | Prost Acer                   |         |         |         |         |         |         |         |         |         |         |         |         | HUN Ret | BEL 9   | ITA Ret | USA 10  | JPN 12  | 13.º | 6      |
| 2002    | Orange Arrows                | AUS DSQ | MYS 11  | BRA Ret | SMR Ret | ESP 6   | AUT 11  | MON 6   | CAN 13  | EUR 13  | GBR Ret | FRA DNQ | GER Ret | HUN     | BEL     | ITA     |         |         | 18.º | 2      |
| 2002    | Sauber Petronas              |         |         |         |         |         |         |         |         |         |         |         |         |         |         |         | USA 13  | JPN     | 18.º | 2      |
| 2003    | Sauber Petronas              | AUS 6   | MYS 9   | BRA 5   | SMR 11  | ESP Ret | AUT DNS | MON Ret | CAN Ret | EUR 9   | FRA 12  | GBR 12  | GER Ret | HUN Ret | ITA 13† | USA 3   | JPN Ret |         | 11.º | 13     |
| Fuente: |                              |         |         |         |         |         |         |         |         |         |         |         |         |         |         |         |         |         |      |        |

### Deutsche Tourenwagen Masters
(Clave) (negrita indica pole position) (cursiva indica vuelta rápida)

| Año     | Escudería       | Automóvil               | 1       | 2      | 3      | 4       | 5       | 6     | 7       | 8      | 9       | 10      | 11     | Pos. | Puntos |
| ------- | --------------- | ----------------------- | ------- | ------ | ------ | ------- | ------- | ----- | ------- | ------ | ------- | ------- | ------ | ---- | ------ |
| 2004    | OPC Team Holzer | Opel Vectra GTS V8 2004 | HOC 11  | EST 12 | ADR 12 | LAU Ret | NOR Ret | SHA 7 | NÜR Ret | OSC 14 | ZAN Ret | BRN 6   | HOC 12 | 14.º | 3      |
| 2005    | OPC Team Holzer | Opel Vectra GTS V8 2005 | HOC Ret | LAU 14 | SPA 15 | BRN 3   | OSC 14  | NOR 6 | NÜR 12  | ZAN 3  | LAU 7   | IST Ret | HOC 18 | 8.º  | 17     |
| 2006    | Abt Sportsline  | Audi A4 DTM 2006        | HOC 3   | LAU 13 | OSC 4  | BRH 17  | NOR 11  | NÜR 6 | ZAN 5   | CAT 3  | BUG 10  | HOC 14  |        | 7.º  | 24     |
| Fuente: |                 |                         |         |        |        |         |         |       |         |        |         |         |        |      |        |